# Stasys Šaparnis
Stasys Šaparnis (Panevėžys, 2 de outubro de 1939) é um ex-pentatleta soviético. 

## Carreira
Stasys Šaparnis representou seu país nos Jogos Olímpicos de 1968, na qual conquistou a medalha de prata, por equipes. 